# Сага за Форсайтови
 Тази статия е за поредицата книги на Джон Голсуърти.  За сериала вижте Сага за Форсайтови (сериал).  
„Сага за Форсайтови“ (на английски: The Forsyte Saga) е книжна поредица на английския писател Джон Голсуърти.
Тя включва три романа – „Собственикът“ (The Man of Property, 1906), „В примка“ (In Chancery, 1920) и „Дава се под наем“ (To Let, 1921) – с две разделящи ги интерлюдии – „Закъснялото лято на един Форсайт“ (Indian Summer of a Forsyte, 1918) и „Пробуждане“ (Awakening, 1920). Поредицата проследява живота на основните представители на английска фамилия от горната средна класа – потомци на преселили се в града селяни, те постигат материално благосъстояние, но то не им носи нито лично удовлетворение, нито желания социален статус, заради образа им на новобогаташи.
„Сага за Форсайтови“ е издадена на български през 1965 – 1966 година в три отделни тома в превод на Невяна Розева под името „Сказание за Форсайтови“. През 1974 година е преиздадена в един том под заглавието „Сага за Форсайтови“.